# 에드윈 체루이요트 소이
에드윈 체루이요트 소이(Edwin Cheruiyot Soi, 1986년 3월 3일 ~ )는 케냐의 장거리 육상 선수로 주 종목은 3000m와 5000m이다. 처음 출전한 2008년 하계 올림픽 5000m에서 동메달을 땄으나, 케냐 대표 선발전에서 탈락해 2009년 세계육상선수권대회에 출전하지 못했다. 2009년 9월, 이탈리아 시칠리아섬, 시클리(Scicli)에서 열린 10km 경주 대회 메모리얼 페페 그레코(Memorial Peppe Greco)에서 우승해 2008년에 이어 2연패를 달성했다.

## 성적

### 주요 대회 성적
| 날짜            | 종목  | 대회                          | 장소         | 순위 | 기록     | 기타 |
| --------------- | ----- | ----------------------------- | ------------ | ---- | -------- | ---- |
| 2006년 9월 9일  | 3000m | 2006년 세계 육상 파이널       | 슈투트가르트 | 2위  | 7:39.25  |      |
| 2006년 9월 10일 | 5000m | 2006년 세계 육상 파이널       | 슈투트가르트 | 2위  | 13:49.45 |      |
| 2007년 9월 22일 | 3000m | 2007년 세계 육상 파이널       | 슈투트가르트 | 1위  | 7:48.81  |      |
| 2007년 9월 23일 | 5000m | 2007년 세계 육상 파이널       | 슈투트가르트 | 1위  | 13:38.16 |      |
| 2008년 3월 9일  | 3000m | 2008년 세계실내육상선수권대회 | 발렌시아     | 4위  | 7:51.60  |      |
| 2008년 8월 23일 | 5000m | 2008년 하계 올림픽            | 베이징       | 3위  | 13:06.22 |      |
| 2008년 9월 13일 | 3000m | 2008년 세계 육상 파이널       | 슈투트가르트 | 2위  | 8:03.55  |      |
| 2008년 9월 14일 | 5000m | 2008년 세계 육상 파이널       | 슈투트가르트 | 1위  | 13:22.81 |      |
| 2009년 9월 12일 | 3000m | 2009년 세계 육상 파이널       | 테살로니카   | 7위  | 8:06.69  |      |
| 2009년 9월 13일 | 5000m | 2009년 세계 육상 파이널       | 테살로니카   | 3위  | 13:29.76 |      |

### 실외 개인 최고 기록
| 종목   | 날짜       | 장소              | 기록         |
| ------ | ---------- | ----------------- | ------------ |
| 1500m  | 2005/06/18 | Alcalá de Henares | 3분 44초 76  |
| 3000m  | 2009/09/06 | 리에티            | 7분 31초 48  |
| 2마일  | 2007/05/26 | 헹겔로            | 8분 16초 98  |
| 5000m  | 2006/07/08 | 파리              | 12분 52초 40 |
| 10000m | 2006/08/25 | 브뤼셀            | 27분 14초 83 |
| 10km   | 2006/05/01 | 마르세유          | 27분 46초    |

### 실내 개인 최고 기록
| 종목  | 날짜       | 장소     | 기록        |
| ----- | ---------- | -------- | ----------- |
| 3000m | 2008/02/09 | 발렌시아 | 7분 36초 70 |